# Armoriale dei comuni della provincia di Pescara
Questa pagina contiene le armi (stemmi e blasonature) dei comuni della provincia di Pescara.
| Stemma | Comune e blasonatura | Gonfalone e bandiera |
| ------ | --- | -------------------- |
|        | Abbateggio D'oro, al castello araldico di rosso, murato di nero, merlato di cinque alla guelfa, torricellato di un pezzo centrato, merlato di tre, fondato sulla campagna d'azzurro Gonfalone: Drappo troncato di azzurro e di rosso… |                      |
|        | Alanno D'azzurro al semivolo d'argento. ornamenti esteriori di Comune. Gonfalone: Drappo di bianco… |                      |
|        | Bolognano Di azzurro, alla torre d'oro, murata di nero, merlata alla ghibellina di tre, finestrata di due in fascia, di nero, chiusa dello stesso, il merlo ghibellino centrale sostenente il merlo (turdus merula) di nero, allumato di rosso, imbeccato d'oro, rivoltato, essa torre fondata sulla pianura di verde e accompagnata da due stelle di sei raggi, d'oro, poste a mezza altezza, una a destra, l'altra a sinistra. Ornamenti esteriori da Comune. D.P.R. del 29 gennaio 2003 Gonfalone: Drappo di giallo… DPR del 29 gennaio 2003 |                      |
|        | Brittoli |                      |
|        | Bussi sul Tirino DPR del 15 aprile 1969 |                      |
|        | Cappelle sul Tavo DPR del 27 luglio 1972 |                      |
|        | Caramanico Terme Stemma riportante una torre bianca con zampilli laterali di acqua in campo rosso, fregi con rami di olivo e quercia, con corona sovrapposta a cinque punte Gonfalone: drappo partito di azzurro e di bianco… |                      |
|        | Carpineto della Nora |                      |
|        | Castiglione a Casauria Di rosso al leone d'argento, con la bordura d'oro. Gonfalone: Drappo di giallo… |                      |
|        | Catignano Gonfalone: Drappo di giallo… |                      |
|        | Cepagatti Uno scudo sannitico suddiviso in tre campiture, in una torre medievale, in una un fiore sbocciante a forma di stella ed in una un serpente attorcigliato ad una spada sovrastante un colle, con scritta esterna alle campiture Turris Alex. |                      |
|        | Città Sant'Angelo Scudo sannitico arancione, in alto San Michele azzurro con la sua spada e la sua bilancia che uccide la biscia, sotto il centro della città. |                      |
|        | Civitaquana D'azzurro, al cervo slanciato, di rosso, allumato dello stesso, cornato d'oro, con la testa rivolta, accompagnato in capo da tre stelle di otto raggi, d'oro, ordinate in fascia. Ornamenti esteriori da Comune. Gonfalone: Drappo di rosso con la bordatura di azzurro. DPR del 16 aprile 2002 |                      |
|        | Civitella Casanova |                      |
|        | Collecorvino |                      |
|        | Corvara |                      |
|        | Cugnoli |                      |
|        | Elice D'oro, alla croce latina e scorciata, d'azzurro, accompagnata a destra da due stelle di sei raggi, d'argento, ordinate in palo accanto al braccio inferiore della croce, e a sinistra dalla palma di verde, posta accanto al detto braccio in palo, con la parte superiore convessa in sbarra. Ornamenti esteriori da Comune. Gonfalone: Drappo di azzurro riccamente ornato di ricami d'argento e caricato dello stemma con la iscrizione centrata in argento, recante la denominazione del Comune. Le parti di metallo ed i cordoni saranno argentati. L'asta verticale sarà ricoperta di velluto azzurro con bullette argentate poste a spirale. Nella freccia sarà rappresentato lo stemma del Comune e sul gambo inciso il nome. Cravatta con nastri tricolorati dai colori nazionali fregiati d'argento. |                      |
|        | Farindola |                      |
|        | Lettomanoppello Gonfalone: Drappo di azzurro… |                      |
|        | Loreto Aprutino D'azzurro, con una vasca di marmo bianco dalla quale sorge una pianta di lauro, al naturale, accostata da due colombe d'argento, poggianti sull'orlo della vasca, contromiranti ed imbeccanti un ramo di lauro. DCG del 9 ottobre 1925 Gonfalone: Drappo tagliato di bianco e di azzurro. DPR del 13 marzo 1975 |                      |
|        | Manoppello Quadripartito, il primo e quarto di rosso, il secondo e terzo d'azzurro alle tre spighe di grano d'oro, impugnate e legate con un nastro rosso. I quattro riquadri sono separati da una fascia d'argento, posta sulla troncatura. Corona turrita e ornamenti esteriori da comune. |                      |
|        | Montebello di Bertona |                      |
|        | Montesilvano Gonfalone: drappo di azzurro… |                      |
|        | Moscufo |                      |
|        | Nocciano |                      |
|        | Penne Castello con quattro torri alate, in campo rosso. Gonfalone: Drappo di azzurro… |                      |
|        | Pescara Partito: il primo al campo di cielo, alla torre affiancata da una chiesa posta su di un mare fluttuoso, accompagnato nella destra del capo da una cometa d'oro, ondeggiante in sbarra; il secondo d'azzurro, al castello uscente dal fianco sinistro dello scudo, terminato da una torre al naturale merlata di quattro, aperta finestrata e murata di nero, posta su di un mare ondeggiante d'argento. Un palo d'oro divide le partizioni… Motto: HÆC EST CIVITAS ATERNI PORTA APRUTII ET SERA REGNI. R.D. del 6 ottobre 1927 Gonfalone: Drappo partito di bianco e di azzurro… D.P.R. n. 4158 del 2 settembre 1988 |                      |
|        | Pescosansonesco Scudo su cui è raffigurato un leone in posizione di attacco, con le gambe anteriori sollevate. Gonfalone: drappo di azzurro… |                      |
|        | Pianella Di rosso, al torrione largo e basso, d'argento, aperto del campo, finestrata di tre (una, due), di nero, murato dello stesso, accompagnato in punta dalla pianella rivoltata, d'argento. Ornamenti esteriori da Comune. Gonfalone: Drappo di bianco, riccamente ornato di ricami d'argento e caricato dallo stemma sopra descritto con la iscrizione centrata in argento recante la denominazione del Comune. Le parti di metallo ed i cordoni saranno argentati. L'asta verticale sarà ricoperta di velluto bianco, con bullette argentate poste a spirale. Nella freccia sarà rappresentato lo stemma del Comune e sul gambo inciso il nome. Cravatta con nastri tricolorati dai colori nazionali frangiati d'argento.                                                                                    |                      |
|        | Picciano |                      |
|        | Pietranico |                      |
|        | Popoli Terme Un Castello con porta arcuata a tutto sesto, finestrato con due finestre ugualmente arcuate, munito di tre torri merlate alla guelfa, con torre centrale più alta e più larga. Gonfalone: drappo di verde… |                      |
|        | Roccamorice |                      |
|        | Rosciano |                      |
|        | Salle |                      |
|        | San Valentino in Abruzzo Citeriore |                      |
|        | Sant'Eufemia a Maiella Tre colli d'oro di colore azzurro, accompagnato in capo dal giglio di giardino e dalla palma, posti in decusse, al naturale, e in punta dal motto MAIELLA MATER in lettere maiuscole romane d'oro. Gonfalone: drappo di giallo… |                      |
|        | Scafa Troncato, nel PRIMO d'azzurro, alla lettera maiuscola S, d'oro, accompagnata da quattro stelle di otto raggi, d'oro, due a destra, due a sinistra, ordinate in palo; nel SECONDO, di rosso, al leone illeopardito, d'oro, linguato e allumato di rosso, passante sulla pianura diminuita, di verde. Ornamenti esteriori da Comune. D.P.R. del 5 aprile 1995 Gonfalone: Drappo partito di verde e di giallo… |                      |
|        | Serramonacesca Scudo, che presenta nella sua parte sinistra la Torre di Polegra e nella parte destra uno scorcio della Badia di San Liberatore a Maiella, sovrastato da un elmo e dalla scritta "Comune di Serramonacesca". |                      |
|        | Spoltore Gonfalone: Drappo di rosso bordato di azzurro… |                      |
|        | Tocco da Casauria |                      |
|        | Torre de' Passeri Torre merlata con sopra tre passeri con sotto la striscia con la scritta latina "TURRIS PASSERUM". Gonfalone: Drappo partito di rosso e di blu… |                      |
|        | Turrivalignani Di azzurro, alla torre d'argento, chiusa, finestrata e murata di nero, con la base a trapezio isoscele, cordolo centrale, merlata di quattro alla guelfa, accompagnata lateralmente dalle lettere T ed R di rosso, in caratteri lapidari romani. Ornamenti esteriori da Comune. D.P.R. del 19 novembre 1999 Gonfalone: Drappo di rosso… |                      |
|        | Vicoli |                      |
|        | Villa Celiera |                      |